# Pečeňady
Pečeňady jsou obec na Slovensku, v okrese Piešťany v Trnavském kraji. Leží v severní části  Podunajské pahorkatiny. Žije zde 565 obyvatel. První písemná zmínka o obci pochází z roku 1113.
V obci se nachází římskokatolický kostel Božského srdce Ježíšova z roku 1896 a klasicistní kaštel v části Peťová z roku 1825.